# Bernhard Reinhold von Hauswolff
Bernhard Reinhold von Hauswolff (före adlandet Hauswolff), född 2 maj 1700 i Karlskrona, död 29 maj 1776 på Stora Sundby i Kärnbo socken, var en svensk ämbetsman.
Bernhard Reinhold von Hauswolff var son till pastorn vid tyska församlingen i Karlskrona Justus Christoffer Hauswolff. 1715 blev han extra ordinarie i amiralitetskansliet, 1717 kammarskrivare i amiralitetskommissariatet och 1723 kommissarie där. 1729 utsågs han även till kommissarie i amiralitetskommissariatet i Stockholm, och var från 1734 överkommissarie vid amiralitetskollegium i Karlskrona och blev ledamot i amiralitetskammarrätten. 1734 erhöll han tillsammans med sina bröder av Fredrik I löfte om adelskap i fall några vid nästföljande riksdag skulle adlas. Det dröjde dock till 1743 innan han adlades och då bara Bernhard Reinhold och inte hans bröder. Han introducerades på riddarhuset 1746. Bernhard Reinhold von Hauswolff blev 1743 förste statskommissarie i statskontoret 1743 och blev 1748 riddare av nordstjärneorden. Han utsågs 1756 till landshövding i Kopparbergs län och erhöll vid sitt avsked 1763 presidents namn, heder och värdighet.